# Heinrich Bolten-Baeckers

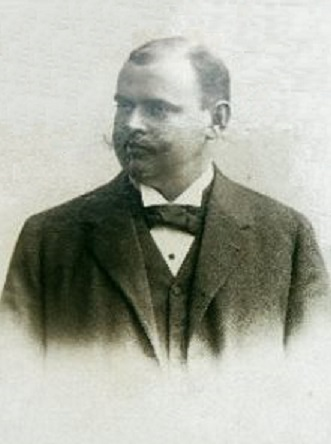
Heinrich Bolten-Baeckers (etwa 1900)

Heinrich Bolten-Baeckers (vorher Heinrich Eduard Hermann Bolten; * 10. April 1871 in Chemnitz; † 30. Januar 1938 in Dresden) war ein deutscher Liedtextdichter,  Übersetzer, Filmregisseur und Filmproduzent. Einige seiner Texte sind noch heute bekannt, wie die Operette Frau Luna mit Das ist die Berliner Luft, Luft, Luft. Er war als Produzent und Regisseur an über 250 Filmen beteiligt.

## Leben

### Operetten mit Paul Lincke
Seine Herkunft ist unbekannt.
Heinrich Bolten wurde Schauspieler im Ostend-Theater in Berlin. 1889 schrieb er erstmals einen Text zu einer Melodie von Paul Lincke.

„Am Ostende-Theater begegnete Paul Lincke auch seinem späteren Librettisten und Freund Heinz Bolten-Baeckers, der dort als Schauspieler angestellt war. Mit ihm und einem älteren Cellisten kloppte er in seinem Stammcafé in der Großen Frankfurter manchen deftigen Skat. Einmal, im November 1889, sprang Lincke mitten im Spiel plötzlich auf, eilte zum Zeitungsständer, riß ein Stück vom Rand der »Berliner Abendpost« ab und schrieb Noten darauf. Bolten-Baeckers wurde neugierig, und Paul mußte ihm auf dem Kneipenklavier seinen Einfall vorspielen. Daraufhin riß sein Skatkumpan ebenfalls ein Stück Zeitungsrand ab und schrieb genau auf Linckes Melodie den Text:
Ach Schaffner, lieber Schaffner, was haben Sie getan? Sie hab'n mich nach Berlin gebracht, ich sollt' nach Amsterdam! Und diesen Gassenhauer sang ein paar Wochen später ganz Berlin.“

Seitdem verfasste Bolten-Baeckers für Paul Lincke die Libretti zu dessen meisten Operetten. Diese wurden oft sehr populär, vor allem Frau Luna von 1898.
Seit 1900 lebte Heinrich Bolten-Baeckers in Köln, wo er ein Sommertheater  als Direktor leitete und Lektor für den Bühnenverlag Ahn wurde. Für diesen übersetzte er in den folgenden Jahren zahlreiche französische Komödien und Schwänke.

### Filme
1906 begann Bolten-Baeckers als einer der ersten, Filme zu drehen. Sein erstes Werk war ein Stummfilm  über den Hauptmann von Köpenick.
1909 gründete er die Filmproduktionsfirma BB-Film-Fabrikation Bolten-Baeckers in Steglitz bei Berlin, die zahlreiche seichte Unterhaltungsfilme produzierte. 1912 gründete er das B. B. Film-Atelier Heinrich Bolten (1912–1918).
1910 war Heinrich Bolten-Baeckers Mitglied im Direktorium des Berliner Residenztheaters, das vor allem französische Komödien zeigte.
1911 wurde er Direktor des Berliner Lustspielhauses in der Friedrichstraße, was er bis 1923 blieb.
1920 gründete er die B-B-Film-Fabrikation Heinrich Bolten gen. Bolten-Baeckers. Bis Mitte der 1920er-Jahre war Bolten-Baeckers auch weiter als Regisseur und Produzent im Filmgeschäft tätig. Am 3. Januar 1928 gründete er die Lignose-Hörfilm System Breusing GmbH, die das Nadeltonverfahren von Kurt Breusing verwerten sollte. Nachdem eine Zusammenarbeit mit der UFA gescheitert war, wurde der erste Lignose-Hörfilm 1928 in Dresden aufgeführt.

### Letzte Jahre
Seit 1933 war Heinrich Bolten-Baeckers Mitglied im Vorstand der Staatlich genehmigten Gesellschaft zur Verwertung musikalischer Aufführungsrechte (STAGMA), der Nachfolgerin der GEMA-AFMA, die das Monopol zur Wahrnehmung von Musikaufführungsrechten erteilte. Diese war fest in das nationalsozialistische Machtgefüge eingebunden. Bolten-Baeckers trat zum 1. August 1935 der NSDAP bei (Mitgliedsnummer 3.671.657).
Heinrich Bolten-Baeckers starb 1938 im Alter von 66 Jahren in Dresden. Er wurde auf dem Waldfriedhof Dahlem in Berlin beigesetzt. Das Grabmal ist nicht erhalten.

## Bühnenwerke (Auswahl)

### Libretti für Operetten und Singspiele
Heinrich Bolten-Baeckers verfasste Texte für Operetten und Singspiele vor allem von Paul Lincke. Einige wurden populär.
- Verkehrte Welt, Singspiel in einem Akt, UA Berlin 1885
- Ein Abenteuer im Harem, Singspiel in einem Akt, UA Berlin 1896
- Venus auf Erden, parodistische Operette, UA 1897 Apollo-Theater Berlin
- Frau Luna, burleq-phantastische Ausstattungs-Operette, UA Apollo-Theater Berlin 1898
- Im Reiche des Indra, UA Apollo-Theater 1899, einige Texte
- Fräulein Loreley, Operette in einem Akt, UA Apollo-Theater Berlin,  1900
- Lysistrata, phantastische Burlesken-Operette in einem Akt, Texte auch von Max Neumann, UA Apollo-Theater Berlin 1902
- Nakiris Hochzeit oder Der Stern von Siam, Ausstattungs-Operette in zwei Akten, UA Apollo-Theater Berlin 1902
- Am Hochzeitsabend, Operette in einem Akt, UA Köln 1903; Vaudeville in einem Akt Berlin 1905
- Prinzess Rosine, Operette in zwei Akten, UA Apollo-Theater Berlin 1905
- Das blaue Bild, Phantasie in zwei Bildern, UA Berlin 1906
- Kadettenstreiche, 1906, Musik Victor Hollaender
- Grigri, Operette in drei Akten nach Jules Chancel, UA Köln Metropol-Theater 1911

### Lieder
Einige der Lieder aus den Operetten wurden Schlager und viel gespielt und gesungen, so aus Frau Luna
- Das ist die Berliner Luft, Luft, Luft
- Schenk mir doch ein kleines bisschen Liebe
- Oh Theophil
- Schlösser, die im Monde liegen
- Heimlich, still und leise kommt die Liebe

Weitere Lieder
- Ach Schaffner, lieber Schaffner, was haben Sie gemacht, 1889, erster Text auf eine Melodie von Paul Lincke
- Jugend marschiert, mit frohem Gesang, (...) Sieg Heil, Musik Willy Geisler,  in Filmen Blut und Boden (1933) und Triumph des Willens (1935)

### Übersetzungen
Heinrich Bolten-Baeckers übersetzte zahlreiche  Theaterstücke und Opernlibretti aus dem Französischen, meist für den Verlag Ahn. Einige wurden veröffentlicht, von anderen existieren nur Textbücher für die jeweiligen Aufführungen.
- Die alte Mühle (L'attaque du moulin) von Alfred Bruneau, Oper in vier Akten, Ahn, vor 1894
- Philemon und Baucis, von Charles Gounod, Bearbeitung nach Übersetzung von Julius Hopp, Oper, nach 1894
- Die kleinen Michu's von André Messager, Georges Duval, Albert Vanlo, Operette in drei Aufzügen, Ahn 1897
- Die Marketenderin von Benjamin Godard, Henri Cain, Oper in 3 Akten, Ahn 1898
- Zaza von Pierre Berton, Charles Simon, Sittenbild in 5 Aufzügen, Ahn 1898
- Wenn die Liebe erwacht von Pierre Veber, Lustspiel in drei Akten, ohne Jahr

- Ein Kriminalfall (L'affair Mathieu) von Tristan Bernard, Schwank in drei Akten, 1902, aufgeführt im Residenztheater Berlin 1906
- Mein Haus in Ordnung von Arthur W. Pinero, Komödie in vier Akten, Ahn 1906
- Eine Nachtsitzung von Georges Feydeau, Schwank in einem Akt, 1911 am Residenztheater Berlin
- Mein Freund Teddy von André Rivoire, Lucien Besnard, Lustspiel in 3 Akten, Einrichtung der Kammerspiele  des Deutschen Theaters Berlin, als Manuskript vervielfältigt, Ahn & Simrock, 1913
- Rackerchen von Theodor Blumer, Vaudeville-Operette in 3 Akten nach 'Le coup de Jarnac' (Bibi) von de Gorsse und Marsan von Bolten Baeckers, op. 32, Ahn & Simrock 1914
- Die japanische Vase, von Tristan Bernard , Ahn, ohne Jahr

### Eigene Theaterstücke
Er verfasste auch einige kleinere Theaterstücke selbst, von den es meist nur Textbücher für die Aufführungen gibt.
- Blumen-Gretel von Nieder-Schönhausen, Posse in einem Akt, 1897/98
- Dornröschen, Zaubermärchen in 5 Bildern, 1898/99
- Berlin im Omnibus, Burleske in einem Akt, 1906

## Filme (Auswahl)
Heinrich Bolten-Baeckers produzierte etwa 145 Stummfilme. Dazu führte er in über 100 weiteren Regie.
- 1906: Der Hauptmann von Köpenick
- 1909: Der kleine Detektiv
- 1909: Das Glückshufeisen
- 1909: Das große Los
- 1909: Don Juan heiratet (Zuordnung unsicher)
- 1909: Klebolin klebt alles
- 1909: Matrosentanz
- 1911: Das Liebesglück der Blinden, als Regisseur, mit Henny Porten, die dadurch bekannt wurde
- 1911: Der dankbare Amor
- 1911: Die Blinde
- 1911: Eine Amme wird gesucht
- 1911: Leo Saperloter, mit Leo Peukert
- 1911: Leo und seine drei Bräute
- 1912: Das 11.Gebot
- 1913: Seine Kammerjungfer
- 1913: Dissonanzen des Lebens
- 1913: Die Kunstschützin (Co-Regie mit Carl Wilhelm)
- 1913: Mein Leopold
- 1913: Die zweite Mutter
- 1914: General von Berning
- 1914: Michels eiserne Faust
- 1914: Kriegsgetraut
- 1915: Kulissenzauber
- 1915: Nocturno
- 1915: Die gute Fee
- 1915: Schicksalswende
- 1915: Der Tyrann von Muckendorf
- 1916: Aus dem Buche des Lebens
- 1916: Der Lausbub
- 1916: Die sieben Frechdachse
- 1917: Stropp
- 1917: Die Grille
- 1917: Postkarten-Modell
- 1917: Stropp
- 1917: Tenor Schmetterzeh
- 1918: Wer niemals einen Rausch gehabt
- 1924: Mein Leopold
- 1925: Die zweite Mutter
- 1925: Der Herr ohne Wohnung

## Ehrungen

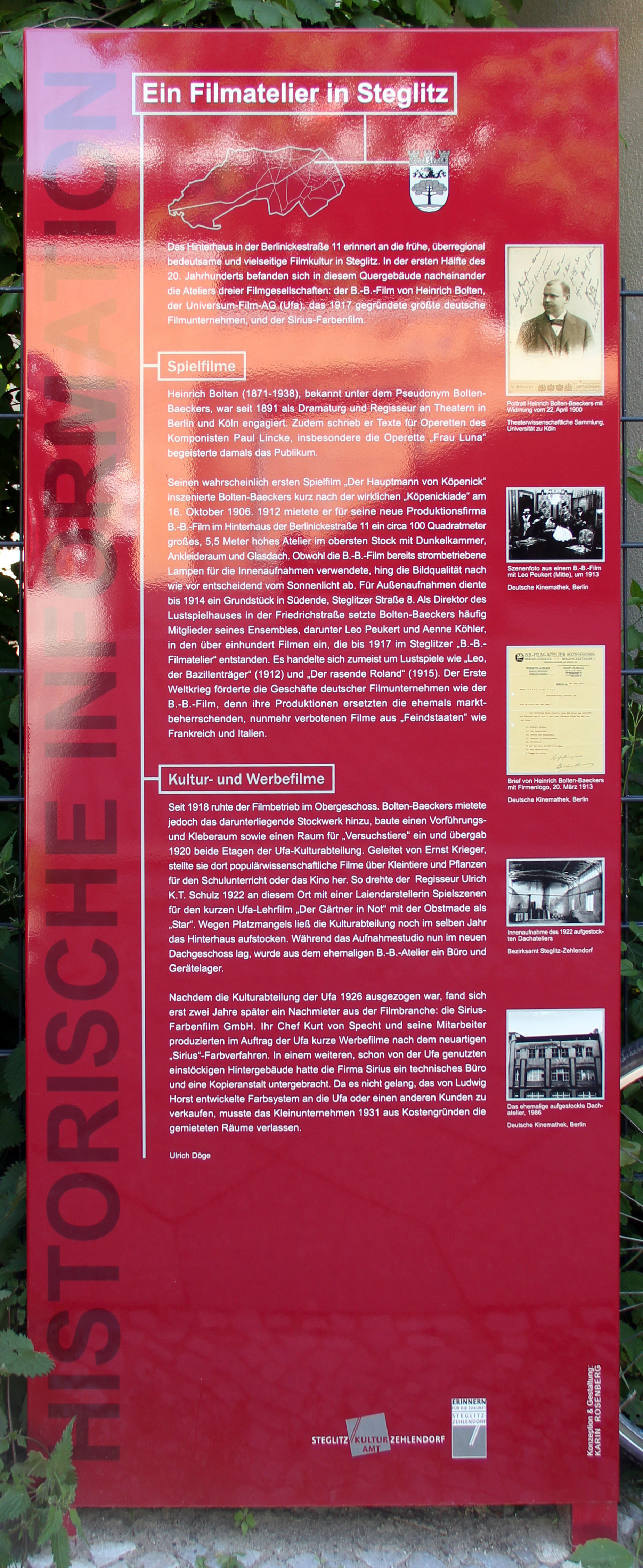
Gedenktafel, Berlinickestraße 11

### Heinz-Bolten-Baeckers-Preis
Seine Witwe Helene Bolten-Baeckers gründete 1979 eine GEMA-Stiftung, die seit 1988 den Heinz-Bolten-Baeckers-Preis an Librettisten für hervorragende Leistungen auf dem Gebiet des populären Musiktheaters verleiht. Dieser ist mit 10.000 Euro dotiert.

### Weitere Ehrungen
2012 wurde in der Berlinickestraße 11 in Berlin-Steglitz eine Gedenkstele an der Stelle seines ehemaligen Filmstudios BB-Film-Fabrikation Bolten-Baeckers aufgestellt.